# Hydraena australula
Hydraena australula är en skalbaggsart som beskrevs av Perkins 2007. Hydraena australula ingår i släktet Hydraena och familjen vattenbrynsbaggar. Inga underarter finns listade i Catalogue of Life.